# Óscar López Arias (político)
Óscar Andrés López Arias (Tirrases, Curridabat, 17 de febrero de 1971) es un abogado, motivador, político y comediante de stand-up costarricense. Fue el primer diputado ciego de toda Latinoamérica.

## Biografía
Es hijo de Rafael López Oviedo y María Cecilia Arias. Fue el menor de 5 hermanos que durante la niñez vivieron en Tirrases de Curridabat. Estudió en la Escuela Centroamérica, de Tirrases, y luego en el Liceo de Curridabat, del que desertó en segundo año.  Desde el nacimiento presenta discapacidad visual (Retinosis pigmentaria). Estudió canto, música, locución comercial e inicio estudios en Derecho, a pesar de no contar con los requisitos mínimos para iniciar una carrera universitaria. Ha sido conferencista en temas de motivación y superación personal. Antes de llegar al Congreso trabajó como asesor presidencial en asuntos de discapacidad, durante el Gobierno de Abel Pacheco (2002-2006). Se presenta por primera vez a las elecciones del 2006 como candidato a diputado y obtiene 25.690 votos, logrando su elección en ese puesto para el período 2006-2010.  Fue Presidente de la Junta Directiva del Patronato Nacional de Ciegos.

## Fundación del PASE
Oscar López funda el Partido Accesibilidad sin Exclusión el 21 de agosto del 2004. El partido se inscribió ante el Tribunal Supremo de Elecciones (TSE) el 11 de septiembre del 2005, para disputar puestos en el Congreso y en municipios de San José en las elecciones de 2006, logrando un asiento en la Asamblea Legislativa.

## Candidatura presidencial y municipal
Se postula como candidato a la Presidencia de la República en las Elecciones presidenciales de Costa Rica de 2010 quedando de sexto, pero con un incremento en el número de diputados de su partido de 1 a 4. Además fue candidato a alcalde de San José para las elecciones municipales de ese mismo año. Fue candidato a presidente y diputado para las elecciones siguientes obteniendo menos del 1% de los votos pero siendo reelecto como diputado para el período 2014-2018.

## Polémicas

### Estudios universitarios
Fue increpado recientemente por haber mentido en su currículum al afirmar que era bachiller en derecho de la UCR cuando en realidad estudiaba en la Universidad Cristiana del Sur (la cual fue cerrada en 2018 por el CONESUP, por fraude) del político Justo Orozco sin haber terminado la educación secundaria. El Organismo de Investigación Judicial inició una investigación contra esta universidad por tales irregularidades. López mismo fue increpado por el programa investigativo Hoy de Canal 9 por haberse matriculado en la universidad sin ser bachiller en educación secundaria y haberse presentado como estudiante de derecho al ser candidato presidencial, López aseguró que llegaba a las lecciones sólo como oyente, sin embargo, profesores de la Universidad desmintieron esto y afirmaron que estaba matriculado normalmente.

### Altercado en la Asamblea Legislativa
El lunes 8 de marzo de 2010, el diputado López y el diputado Víctor Láscarez se enfrentaron verbalmente en el plenario legislativo luego de que Láscarez afirmara que el legislador del PASE es un "aprovechado" y lo acusó de faltarle el respeto a la entonces presidenta de la Asamblea Legislativa durante sus intervenciones. López se dirigió a la curul del diputado del Partido Liberación Nacional y tuvieron un enfrentamiento a gritos. La sesión debió ser interrumpida para que los ánimos se calmaran.

### Presunto tráfico de influencias
El noticiero Noticias Repretel de canal 6 denunció que las placas del vehículo de la novia de Óscar López habían sido decomisadas por un oficial de tránsito el Viernes Santo del año 2011. Tres horas más tarde y luego de realizar unas llamadas telefónicas, las placas le fueron devueltas. El noticiero habló con la novia del legislador quien afirmó que el parte había sido "injusto". Francisco Jiménez, entonces ministro de Obras Públicas y Transportes aceptó que recibió una llamada del legislador y un documento solicitando que le fueran devueltas las placas ese mismo día.

### Denuncia por estafa
Óscar López fue denunciado por el Tribunal Supremo de Elecciones junto a otros dos legisladores de su fracción por simular contratos de alquiler de autos por un monto de 200 millones de colones, los cuales fueron cobrados por concepto de la deuda política a la que tienen derecho los partidos políticos que obtengan al menos una diputación.
El diputado se defendió alegando que su condición de no vidente le impedía participar en un delito de ese nivel. Las declaraciones causaron mofa e indignación en las redes sociales y se le conoce como "el mercader de la discapacidad" gracias a declaraciones de la vicepresidenta, Ana Helena Chacón dadas al medio nacional Diario Extra luego de que López arremetiera en contra del Partido Acción Ciudadana y sus candidatos a vicepresidente en la campaña electoral del 2013-2014.
En setiembre de 2022, los exdiputados del Partido Accesibilidad Sin Exclusión (PASE), Víctor Emilio Granados Calvo, Rita Chaves Casanova (ex-esposa de Oscar López Arias) y Martín Monestel Contreras fueron condenados en su conjunto a 37 años de prisión por haber realizado "nombramientos fantasma" durante su paso por la Asamblea Legislativa en el periodo 2010-2014.
La sentencia de primera instancia fue dictada hoy por el Tribunal Penal de Hacienda y de la Función Pública, donde se llevó a cabo un juicio en el cual la Fiscalía Adjunta de Probidad, Transparencia y Anticorrupción (Fapta), acusó a 12 personas, incluidos los exdiputados, de delitos de peculado y estafa.
De acuerdo con la acusación, entre 2010 y 2014 los exdiputados realizaron “nombramientos fantasma” de familiares o amigos suyos en plazas de asistente de fracción, asesor y secretaria, entre otras, sin que estas personas se presentaran a trabajar, pero recibiendo los salarios correspondientes.
Según la Fiscalía, el monto total del perjuicio económico causado al Estado costarricense ascendió a ¢165.491.770 (ciento sesenta y cinco millones cuatrocientos noventa y un mil setecientos setenta colones).
Al expresidente de la Asamblea Legislativa, Víctor Emilio Granados, se le impuso una condena a 19 años de prisión; mientras que a Rita Chaves Casanova (ex-esposa de Oscar López Arias) y Martín Monestel Contreras recibieron penas de 7 y 11 años de cárcel, respectivamente, por los delitos de influencia en contra la Hacienda Pública.
Además, los jueces impusieron la sanción de inhabilitación de cargos públicos por siete años y como medida cautelar, impedimento de salir del país, entregar su pasaporte y firmar una vez al mes, mientras la sentencia adquiere firmeza.
La causa se tramitó dentro del expediente 12-00031-033-PE y aunque la Fiscalía también había acusado al exdiputado Óscar López Arias, su juicio se llevará a cabo en un proceso separado con fecha posterior.
Adicionalmente, en junio de 2023, La exdiputada del Partido Accesibilidad Sin Exclusión (PASE), Rita Chaves Casanova (ex-esposa de Oscar López Arias), fue condenada  por el Tribunal Penal del I Circuito Judicial de San José a ocho años de prisión por el delito de estafa mayor y uso de documento falso, al simular contratos de alquiler de vehículos para cobrar deuda política de las elecciones del 2010, en perjuicio del estado que oscilo por un monto de 206 millones de colones (Delfino.cr 2022-2023).

### Insultos a usuarios de Twitter
El 21 de mayo de 2014, el diputado López denunció durante la sesión de la Asamblea Legislativa que el actual ministro de Turismo, Wilhelm von Breymann y su pareja homosexual, pertenecen a más de 50 sociedades anónimas y son partícipes de varias empresas turísticas. Si bien en Costa Rica las uniones de hecho entre personas del mismo sexo no están legalizadas, el legislador afirmó que Breymann violó la ley de contra la corrupción y el enriquecimiento ilícito.
Horas más tarde, López calificó de "bruto", "miserables", "vulgares", "ineptos", "basura" y "cobarde" a varios usuarios de la red Twitter que lo increparon luego de su intervención. El conocido bloguero costarricense conocido como "El Chamuko" hizo mofa del término "bulgarización" (sic.), usada por el diputado en uno de sus tuits.
La prensa costarricense consultó a López al día siguiente acerca del por qué de sus declaraciones. En un medio afirmó que no sabía de qué estaba hablando porque "mucha gente me administra la cuenta [de Twitter]" y en otros declaró que no se iba a referir al tema. Además afirmó que valora presentar varias demandas por lo sucedido.

## Publicaciones (motivación)
- López Arias, Óscar (2009). Con los Ojos del Alma (Primera edición). Consultado el 21 de abril de 2010.

| Precedido por: Federico Malavassi Calvo 2002-2006 | Diputado de la Asamblea Legislativa de Costa Rica (18º puesto por San José) 2006-2010 | Sucedido por: José María Villalta 2010-2014 |

| Precedido por: Luis Fishman Zonzinski 2010-2014 | Diputado de la Asamblea Legislativa de Costa Rica (17º puesto por San José) 2014-2018 | Sucedido por: Zoila Volio Pacheco 2018-2022 |